# Dagobert Kohlmeyer

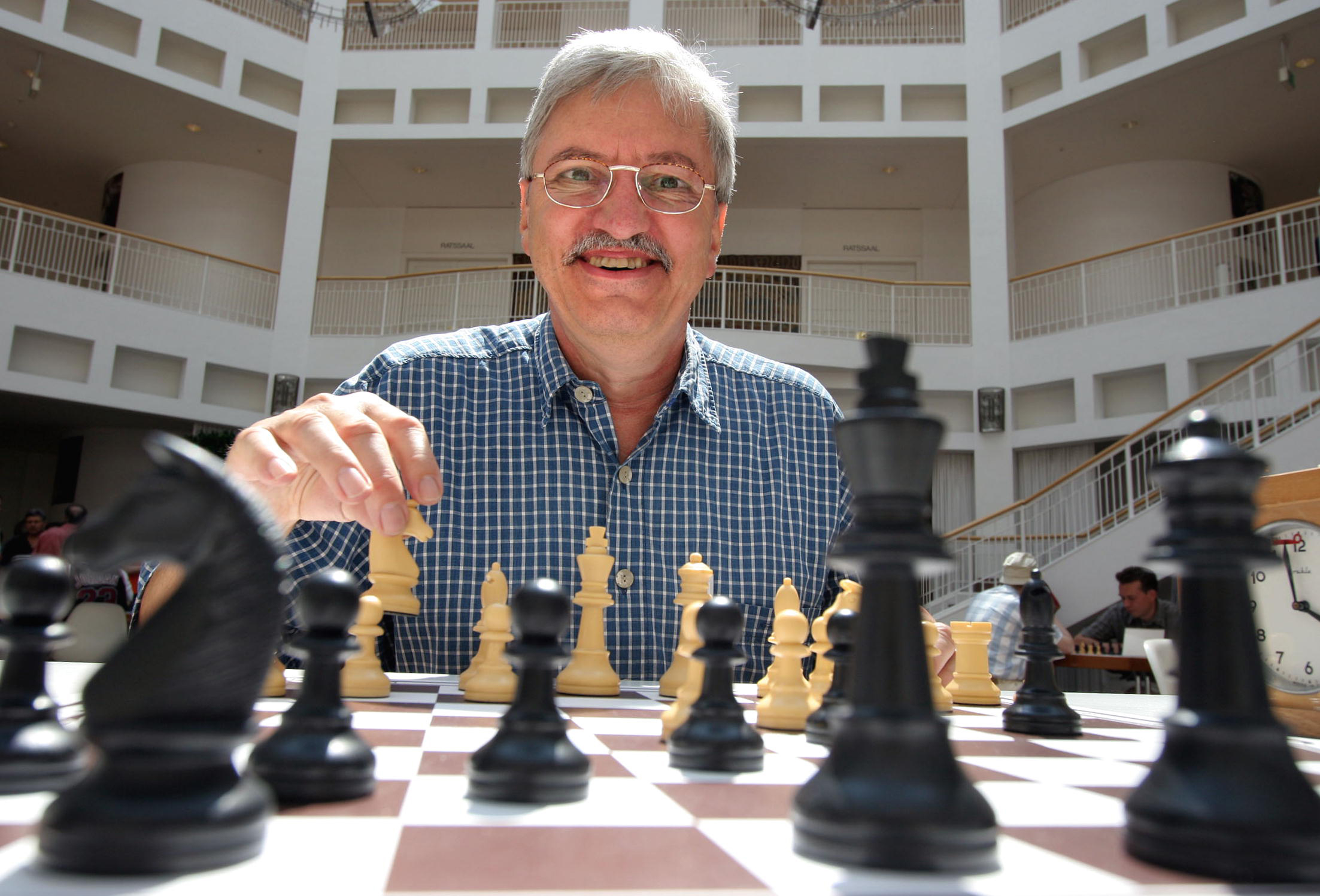
Dagobert Kohlmeyer 2005 in Dortmund

Dagobert Kohlmeyer (* 23. Mai 1946 in Jena) ist ein deutscher Journalist, Übersetzer und Fotograf, der sich vor allem mit Schachthemen befasst.

## Leben

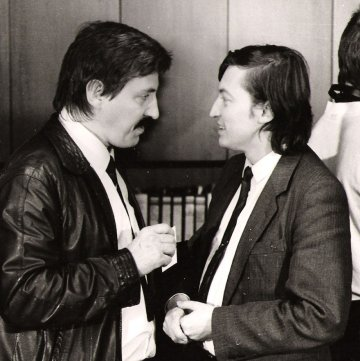
Dagobert Kohlmeyer 1988 mit Anatoli Karpow in Berlin

Kohlmeyer hat in der DDR Germanistik und Slawistik studiert und beherrscht daher die russische Sprache. Seine schachjournalistische Tätigkeit begann er im Jahre 1981 als Teilnehmer des Kurt-Richter-Gedenkturniers mit einem Turnierbericht für die Ost-Berliner Zeitschrift Schach.
Er hat seitdem in der Schachpresse und in eigenen Büchern Berichte und Photographien von zahlreichen großen Schachereignissen veröffentlicht.
Während des Wettkampfes zwischen Boris Spasski und Bobby Fischer, der 1992 auf der jugoslawischen Insel Sveti Stefan und in Belgrad stattfand, war Kohlmeyer an beiden Spielorten anwesend. Bei einem Spaziergang am Strand von Sveti Stefan wurde er von montenegrinischen Wachleuten gefangen genommen und einen Tag lang festgehalten, verhört und mit dem Tode bedroht. Nach seiner Freilassung erschien eine Entschuldigung im Turnierbulletin. Seit diesem Wettkampf ist Kohlmeyer Korrespondent der Deutschen Presseagentur für Schach.

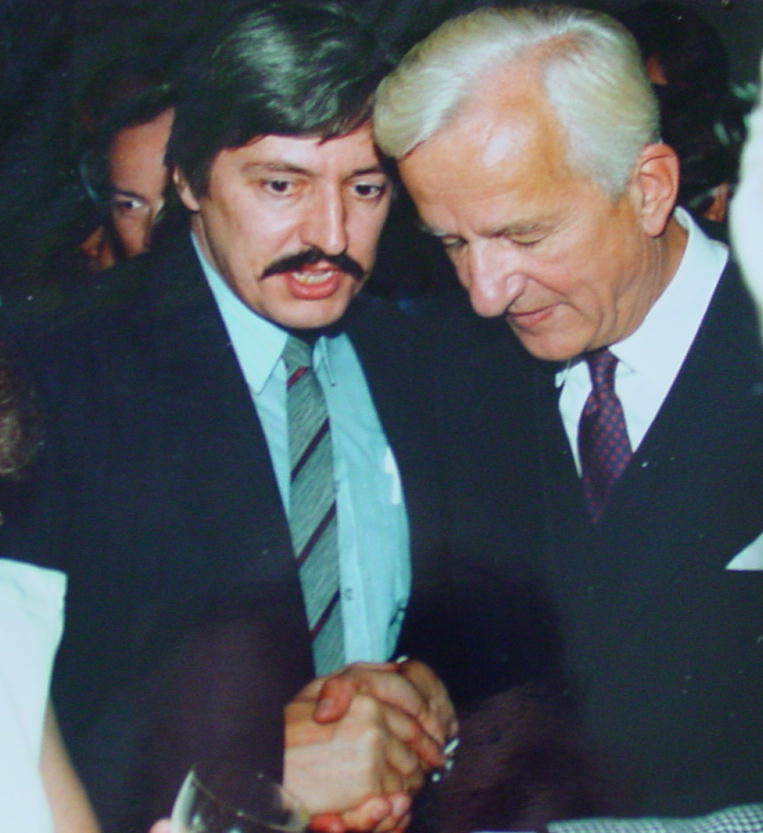
Dagobert Kohlmeyer 1990 mit dem damaligen Bundespräsidenten Richard von Weizsäcker

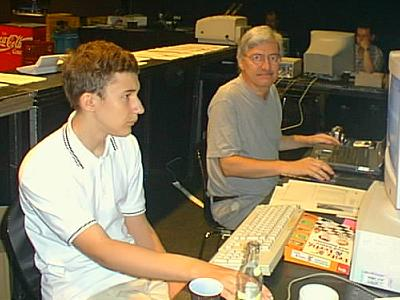
Sergej Karjakin und Dagobert Kohlmeyer im Pressezentrum der Dortmunder Schachtage 2004

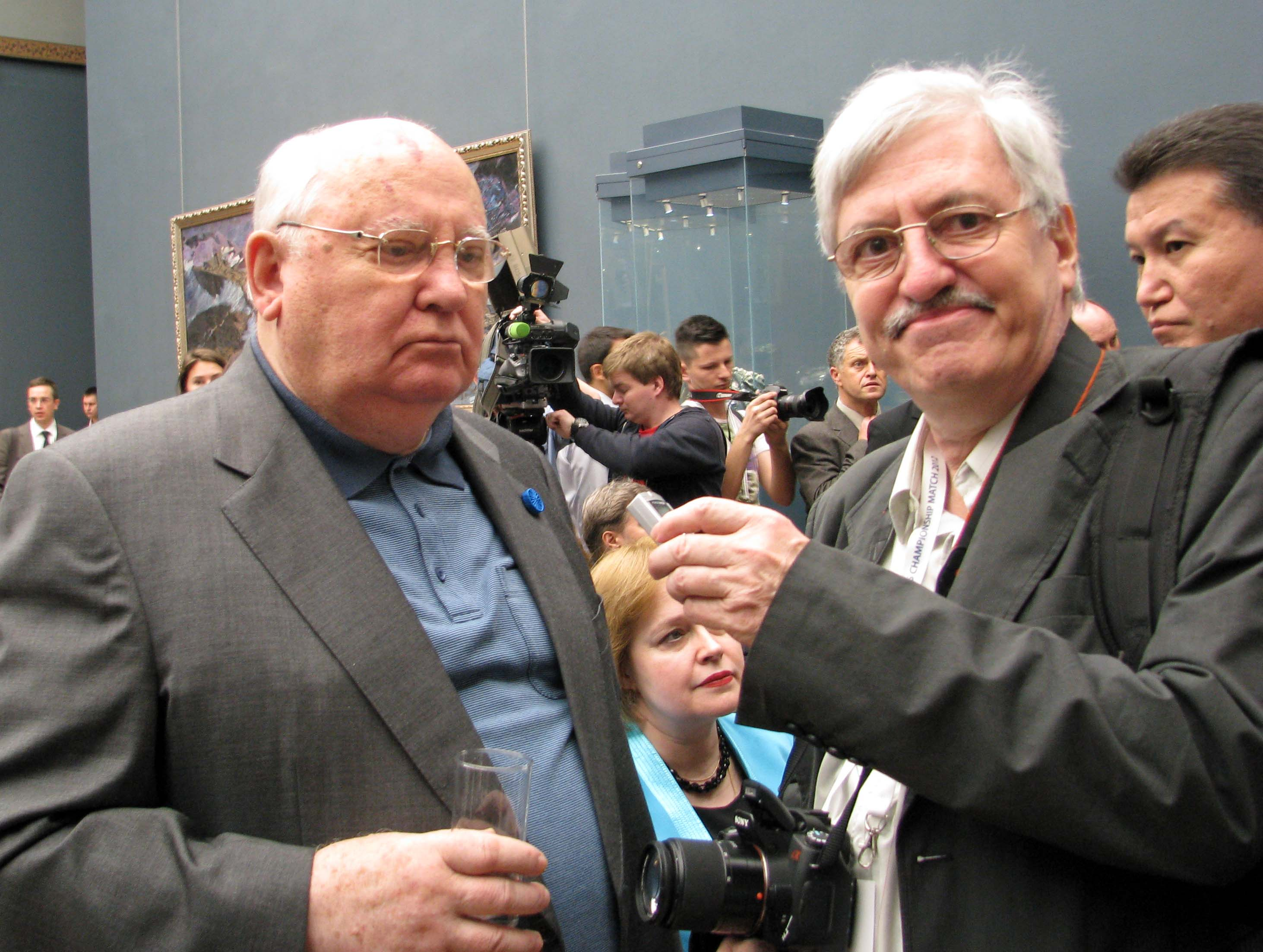
Dagobert Kohlmeyer mit Michail Gorbatschow bei der Schach-WM in Moskau 2012

Seit 1990 arbeitet er jedes Jahr im Pressezentrum der Dortmunder Schachtage und berichtet in Bild und Wort über die Geschehnisse vor Ort. Bei der Schacholympiade 2008 in Dresden war er ebenfalls als Journalist tätig und schrieb ein Buch über diese.
Neben der Berichterstattung im Schachbereich hat Kohlmeyer auch Interviews mit Leichtathleten wie Heike Drechsler, Carl Lewis und Sergej Bubka sowie mit dem Schach verbundenen Politikern wie Michail Gorbatschow, Richard von Weizsäcker, Otto Schily und Wolfgang Schäuble geführt.
Kohlmeyer hat über vierzig Bücher aus dem Russischen übersetzt, darunter Werke von Wassili Smyslow, Anatoli Karpow, Garri Kasparow, Alexei Suetin, Gennadi Nessis, Jakob Neistadt, Viktor Kortschnoi, Artur Jussupow und Mark Dworetzki.

## Ehrungen
Dagobert Kohlmeyer wurde 2006 vom Deutschen Schachbund mit dem Deutschen Schachpreis ausgezeichnet.
Im Juli 2014 wurde er Ehrenkorrespondent des Dortmunder Sparkassen Chess-Meetings auf Lebenszeit.

## Werke
- Bobby Fischer: Ein Schachgenie kehrt zurück, Beyer, Hollfeld 1992.
- Die Doppel-WM, Rochade Europa, Maintal 1993.
- Sizilianisch pur, Bock und Kübler, Berlin 1995.
- Wie schlägt man den Weltmeister?, Insel, Frankfurt/M. 1995.
- Duell in den Wolken, Bock und Kübler, Berlin 1995.
- 23. Internationale Dortmunder Schachtage zusammen mit Jerzy Konikowski und Andreas Krois, Beyer, Hollfeld 1995.
- 24. Internationale Dortmunder Schachtage zusammen mit Jerzy Konikowski und Andreas Krois, Beyer, Hollfeld 1996.
- Schachelite in Wien, Bock und Kübler, Berlin 1996.
- Duell in der Steppe, Bock und Kübler, Berlin 1996.
- Schachelite in Dortmund, Bock und Kübler, Berlin 1997.
- Chess Roulette in Monte Carlo, Bock und Kübler, Berlin 1997.
- Chess Rallye in Monte Carlo, Bock und Kübler, Berlin 1998.
- Weltmeister lehren Schach (Hrsg.), Beyer, Hollfeld 2004.
- Schacholympiade Dresden 2008, Jugendschachverlag, Dresden 2008.
- Von Schachgiganten lernen zusammen mit Jerzy Konikowski, Beyer, Hollfeld 2011, ISBN 978-3-88805-434-1.
- Schach kurios, Marlon Verlag, Moers 2012.
- Weltmeister lehren Schach (Neuauflage), Beyer, Eltmann 2013, ISBN 978-3-940417-39-8.
- Bobby Fischer – Genie zwischen Ruhm und Wahn, Beyer, Eltmann 2013, ISBN 978-3-940417-18-3.
- Schach grandios, Marlon Verlag, Moers 2013.
- Magnus Carlsen ... kam, zog und siegte, Beyer, Eltmann 2014, ISBN 978-3-940417-57-2.
- Schachnüsse zum Knacken, Marlon Verlag, Moers 2014.
- Der erfolgreiche Königsangriff, zusammen mit Jerzy Konikowski, Beyer, Eltmann 2015, ISBN 978-3-940417-81-7.
- Mozart spielt Schach, Marlon Verlag, Moers 2015.
- Spiel der Könige, Gedichte – ernst und heiter, BoD, Norderstedt 2016.
- Attacke! – Große Angreifer der Schachgeschichte, Verlag Chaturanga, Neunkirchen 2016.
- Schachgeflüster – 64 heitere Gedichte, Verlag Chaturanga, Neunkirchen 2017.
- Schach-Quartette – 64 Aufgaben und Studien, Verlag Chaturanga, Neunkirchen 2017.
- Aphorismen – Wahre und absurde Sprüche, BoD, Norderstedt 2018.
- Eisbär und Pinguin – Gedichte für Kinder, Maya & Paul Verlag, Penzing 2019.
- Liebe zum Schach – Berühmte Menschen und das Denkspiel, Verlag Chaturanga, Nohen 2019.
- Oscar Blumenthal – Schriftsteller, Theatermann, Schachspieler, Verlag Chaturanga, Nohen 2020
- Vergessene Schachmeister, Verlag Chaturanga, Nohen 2021
- Schachhelden, Verlag Chaturanga, Nohen 2022
- Zauberwelt Schach – magisch – kurios – ernst – heiter, Verlag Chaturanga, Nohen 2023
- Schachköniginnen und ihr erstaunlicher Weg, Verlag Chaturanga, Nohen 2024
- Geheimnisse der Bauern - Die Kunst ihrer Führung im Endspiel, Verlag Chaturanga, Nohen 2025

## Übersetzungen (Auswahl)
- Mark Dworetzki und Artur Jussupow: Effektives Endspieltraining (1996), Beyer, Hollfeld 2004.
- Viktor Kortschnoi, Mein Leben für das Schach, Edition Olms, Zürich 2004.
- Anatoli Karpow, Meine besten Partien, Edition Olms, Zürich 2006.
- Wassili Smyslow, Geheimnisse des Turmendspiels, Edition Olms, Zürich 2006.
- Karpow/Mazukewitsch, Stellungsbeurteilung und Plan, Edition Olms, Zürich 2007.